# Canal de Gutuán
El canal de Gutuán (Hinatuan Passage) es un brazo del mar situado en el este de Filipinas entre la costa de la provincia de Surigao del Norte y las islas adyacentes situadas al nordeste. 

## Geografía
Separa las islas de Nonoc, al norte, de las de la de Bayagnán, ambas adyacentes a la de Mindanao en su extremo nordeste. Comunica el mar de Filipinas, entre la costa e isla Grande Bucas (Punta Danakit) atravesando el Seno de Dinagat hasta alcanzar el estrecho de Surigao.
El canal baña los siguientes municipios de la provincia de Surigao del Norte, de este a oeste: Ciudad de Surigao, Taganaán, Placer, Bacuag, Claver y Socorro.
Cierran el canal por el norte, de este a oeste, las siguientes islas: Sumilón, Danaón, Hikdop, Sibale, Hanigad, Nonoc, Doot, Rasa y Grande Bucas.